# Neurotrofina
I fattori neurotrofici, detti anche neurotrofine (NT), sono una serie di proteine che fungono da fattori di crescita. Questi fattori di crescita promuovono la sopravvivenza e sviluppo di nuovi futuri neuroni e la loro rigenerazione. I fattori neurotrofici dunque promuovono la neurotrofia o neurotrofismo (inglese: neurotrophism) cioè la conservazione della crescita del cervello attraverso la promozione dello sviluppo e differenziazione delle cellule staminali neurali (nuove cellule che nascono nel cervello anche degli adulti) in neuriti, i precursori dei neuroni. Questo processo è detto "neuritogenesi", è una componente essenziale nella definizione della neurotrofia e si affianca alla neurogenesi, cioè alla proliferazione di nuove cellule progenitrici nelle zone neurogeniche del cervello (giro dentato nella formazione ippocampale e zona subventricolare). La neurotrofia e neurogenesi si affiancano infine alla sinaptogenesi (nascita di nuove sinapsi), angiogenesi (sviluppo di nuovi vasi sanguigni a partire da quelli pre-esistenti) e neuroprotezione (adozione di misure per contrastare o prevenire le malattie neurodegenerative e dunque proteggere i neuroni già formati).
I fattori neurotrofici sono oggetto di ricerca in quanto sono una potenziale soluzione per combattere malattie neurodegenerative come la malattia di Alzheimer, la malattia di Parkinson e la malattia di Huntington insieme alle lesioni cerebrali e spinali, dunque malattie e incidenti in cui il cervello viene danneggiato.

## I fattori neurotrofici
I fattori neurotrofici nel corso dei decenni sono stati identificati e classificati. I principali, che talvolta hanno una sigla derivata dal nome in inglese, sono:
- il fattore di crescita nervosa (Nerve Growth Factor, NGF)
- il fattore neurotrofico derivato dal cervello (Brain-Derived Neurotrophic Factor, BDNF)
- la neurotrofina-3 (NT-3)
- la neurotrofina-4 (NT-4), detta "neurotrofina-5 (NT-5)" nei topi oppure detta "neurotrofina-4/5" (NT-4/5) quando non si opera la distinzione
- i fattori neurotrofici derivati della linea gliale (Glial cell Derived Neurotrophic Factors, GDNF)
- le citochine neuropoietiche (neuropoietic cytokines)
- il fattore neurotrofico ciliare (Ciliary Neurotrophic Factor, CNTF)
- il fattore inibitorio della leucemia (leukemia inhibitory factor)
- la neurotrofina-6 (NT-6), presente solo in alcuni animali
- la neurotrofina-7 (NT-7), presente solo in alcuni animali

I fattori neurotrofici, in base agli studi sugli animali, hanno la capacità di attraversare la barriera emato-encefalica, cioè l'insieme di anticorpi che fanno da guardia al cervello.

## Esperimenti sull'incremento della neurotrofia
I fattori neurotrofici si possono aumentare anche con strategie che non si basano sull'uso di farmaci sintetici, infezioni virali o trapianti e dunque su pratiche laboratoriali invasive. Infatti, lo stile di vita (i.e., abitudini, dieta e eventuale uso di integratori alimentari) è anch'esso determinante nell'incremento dei fattori neurotrofici come anche nell'incremento della neurogenesi nelle zone neurogeniche dell'encefalo e nella promozione della neuroplasticità (in particolare la plasticità sinaptica). Gli integratori alimentari si assumono in caso di carenza di un nutriente in particolare e possono avere controindicazioni se assunti oltre la dose giornaliera consigliata; i danni sono più forti nel caso di donne incinte e bambini.
Alcune strategie che incrementano la neurotrofia e alcuni cibi specifici che aumentano i fattori neurotrofici (o neurotrofine) nel plasma e riducono le conseguenze di danni neurali nel sistema nervoso centrale sono stati proposti attraverso gli esperimenti in particolare sui ratti da laboratorio osservati in vivo e su cellule nervose coltivate in vitro; siccome la fisiologia e dimensioni non sono identiche a quella di Homo Sapiens, tuttavia non tutti i risultati potrebbero subire un transfer positivo sul corpo umano, per cui si rendono necessari ulteriori studi su soggetti umani a doppio cieco e con un gruppo di controllo. Alcuni dei risultati preliminari sono:
- una dieta a base di cibi non raffinati e dunque integrali in contrapposizione a quelli raffinati (e.g., farinacei a cui è stata tolta la fibra): i cibi integrali riducono le conseguenze di danni neurali.[3] In particolare, una ricerca ha evidenziato come i livelli di BDNF nel plasma siano aumentati già dopo 3 giorni a seguito del consumo di un pane di segale integrale in paragone a un gruppo di controllo che ha consumato pane di farina raffinata/bianca.[2] Per la precisione, secondo lo studio in questione, pane di segale integrale mangiato per tre sere di fila in primis aveva l'effetto di incrementare la sazietà, la tolleranza al glucosio e la fermentazione intestinale in un gruppo di soggetti umani sani. Dopodiché, ha anche aumentato i livelli nelle feci di due particolare generi di batteri della flora batterica intestinale, il Faecalibacterium e la Prevotella; il secondo, in particolare, ha mostrato una correlazione positiva a un incremento dei livelli di BDNF nel plasma sanguigno. Questo fenomeno non è avvenuto con il consumo di pane di farina raffinata (farina bianca). Il consumo di alimenti contenenti il genere Prevotella potrebbe prevenire i processi neurodegenerativi.[4] Un ulteriore studio ha dimostrato come il consumo serale di pane di segale integrale (dunque non raffinata) ha aumentato i livelli di BDNF in soggetti sani già dopo 10,5 ore dal consumo, cioè il mattino seguente. Rispetto al consumo di pane bianco, il pane di segale integrale aumentano il BDNF del 27%. La misurazione è stata effettuata a digiuno per evitare risultati falsati[5]
- l'apprendimento è correlato a una maggiore espressione di GNF nel cervello[6]
- gli acidi grassi di tipo Omega-3, in particolare il DHA (acido docosaesaenoico), che compone le membrane neuronali nei siti di trasduzione delle sinapsi. La formazione di nuove membrane neuronali è un passo essenziale nella riparazione di circuiti neurali danneggiati e a seguito di lesioni del midollo spinale. Inoltre, riducono lo stress ossidativo e aiutano i sistemi molecolari che promuovono l'omeostasi energetica. Una dieta che include olio di pesce lunga 3 settimane ripristina le funzioni cognitive e la plasticità neurale nei ratti colpiti da lesioni nel sistema nervoso centrale.[3] Tuttavia, la somministrazione di Omega-3 animale a soggetti depressi per 8 settimane, obesi per 12 settimane e diabetici per 12 settimane non ha mostrato nessun incremento del fattore BDNF.[2] Gli Omega-3 sono reperibili in semi oleosi nella tipologia vegetale (e.g., semi di lino e semi di chia macinati appena prima del consumo) che in pesci grassi nelle loro due tipologie animali (e.g., salmone, olio di pesce e olio di fegato di merluzzo); il DHA è di tipo animale. Gli Omega-3 hanno anche effetti neurogenici, per cui combinano la neurogenesi e la neurotrofia, cioè sia la genesi/proliferazione di nuove cellule staminali neurali nelle zone neurogeniche del cervello che la loro tendenza a sopravvivere e differenziarsi in cellule gliali e neuriti (precursori dei neuroni) invece che essere soggette all'apoptosi
- La niacina (vitamina B3) ha effetti neurotrofici sulle cellule neuronali coltivate e osservate in vitro dei ratti siccome promuove la crescita dei neuriti, la plasticità sinaptica e l'espressione del fattore TrkB. Nello studio, la vitamina B3 è stata affiancata da un trattamento a base di lipoproteine ad alta densità (HDL o "colesterolo buono"). Una lipoproteina è una proteina accoppiata a un lipide che si occupa di assorbire i grassi della dieta, trasportarli nel sangue e metabolizzarli. Il colesterolo HDL si incrementa nel corpo consumando grassi sani come l'omega3 animale e l'olio evo e facendo sport. La vitamina B3, in base a questi risultati può avere un ruolo nel curare l'ictus.[7] Livelli bassi di vitamina B3 sono correlati alla malattia di Parkinson.[8] I cibi che contengono più vitamina B3 sono il fegato, i petti di pollo, la carne di maiale, la bistecca, il tonno in scatola, il tacchino, il salmone, le acciughe, le noccioline, l'avocado e il riso integrale[9]
- la curcumina è un antiossidante che influenza positivamente la riparazione e manutenzione dei circuiti neurali coinvolti nell'apprendimento, memoria e movimento/locomozione. La curcumina, oltre a essere un agente antiossidante, è anche un agente antinfiammatorio e anti-amiloide[3] siccome blocca la formazione di placche amiloidi, uno dei segnali precursori dell'Alzheimer (le placche amiloidi sono formazioni extracellulari nel cervello a base di una proteina, la betamiloide). La curcumina è reperibile nella radice di curcuma longa, da cui si produce la curcuma, e ha anche effetti neurogenici. La curcuma è anche una delle spezie alla base del curry, molto usato in particolare in India. In Asia, gli anziani sottoposti a un test sulle funzioni cognitive ha mostrato risultati migliori nella popolazione che consumava spesso il curry. Contestualmente, in India sono presenti pochi casi di Alzheimer nonostante la vasta popolazione; questo risultato, potenzialmente collegabile al consumo di curcumina, non è definitivo in primis a causa della scarsa durata dei follow-up.[3] In un test sui ratti citato nello stesso studio, il consumo di curcumina per 3 settimane prima o dopo una lesione cerebrale ha mostrato una lenizione delle conseguenze di tale lesione siccome la sopravvivenza dei neuroni è aumentata.[3] In base ad un altro esperimento sui ratti colpiti da ischemia e citato sempre nello stesso studio, la curcumina ha aiutato i ratti a riprendere le proprie funzioni cognitive in quanto ha prevenuto danni alla barriera ematoencefalica.[3] La somministrazione di curcumina a soggetti affetti da depressione ha portato a un aumento del fattore BDNF dopo 6 settimane, tuttavia la somministrazione a soggetti affetti da sindrome metabolica non ha portato a nessun aumento del fattore BDNF dopo 6 settimane.[2] La curcumina, come ogni sostanza, ha una propria biodisponibilità, cioè capacità di essere assorbita dall'organismo e permanere nel sangue prima di essere smaltita dal fegato e dall'apparato escretore. La biodisponibilità della curcumina viene aumentata se è consumata insieme alla piperina nel pepe. La varietà di pepe contenente più piperina è il pepe nero in grani.
- i polifenoli sono dei potenti antiossidanti che hanno effetti neurotrofici nel sistema nervoso centrale; in particolare, vengono citati i flavonoidi. I flavonoidi promuovono i segnali neuronali (Neuronal Signaling), cioè le trasmissioni di informazioni nel sistema nervoso, e aumentano la produzioni di agenti antiossidanti e antinfiammatori. Alla pari degli acidi grassi Omega-3, il consumo di frutti di bosco ha ridotto il decadimento cognitivo nei ratti invecchiati.[3] Un alimento ricco di polifenoli menzionato esplicitamente nella ricerca scientifica sui polifenoli è il tè verde, consumato comunemente in Asia (in particolare in Cina, dove è stato scoperto). Gli studi sui ratti anziani hanno mostrato come i polifenoli nel tè verde riducano il deterioramento cognitivo; il consumo nel lungo termine inoltre ha invertito alcuni effetti degenerativi dell'invecchiamento nell'ippocampo.[3] Una dose giornaliera di GT-catechina, presente nel tè verde, previene la perdita di memoria e i danni da ossidazione nel DNA. Gli estratti di tè verde preservano anche le funzioni del sistema colinergico (una parte del cervello che usa l'acetilcolina come neurotrasmettitore per regolare l'attenzione e memoria) nel cervello dei ratti anziani. Il tè verde preserva anche la barriera ematoencefalica a seguito di ischemia cerebrale probabilmente perché riduce l'espressione della caveolina-1,[3] una proteina associata a processi oncogeni (cioè di sviluppo del cancro). In Giappone, dove il tè verde è consumato giornalmente, sono registrati meno casi di demenza rispetto al resto del mondo.[3] Le catechine nel tè verde sono più biodisponibili se il tè verde è bevuto in un pasto completo
- un'altra sostanza citata esplicitamente è il resveratrolo, un polifenolo presente nella buccia d'uva rossa, nel vino rosso e nei frutti di bosco. In base agli studi sugli animali, il consumo di resveratrolo 30 minuti prima di ricevere una lesione cerebrale ha effetti lenitivi siccome riduce lo stress ossidativo nel midollo spinale. Il resveratrolo ha effetti anche epatoprotettivi e cardioprotettivi siccome protegge le cellule del fegato e cuore; l'apoptosi che riesce a indurre riduce la crescita dei tumori. Ha anche forti effetti anti-età, in base a studi che hanno correlato il consumo di vino rosso e la protezione dall'Alzheimer. La proprietà neurotrofica del resveratrolo sarebbe fondata dalla sua azione di omeostasi calorica sui mitocondri, per cui lo stress ossidativo è ridotto e le funzioni neuronali sono efficientate.[3] La somministrazione di resveratrolo a soggetti affetti da obesità tuttavia non ha portato a nessun aumento del fattore BDNF dopo 26 settimane (circa 6 mesi).[2] Il resveratrolo, in base agli esperimenti sugli animali, ha effetti anche neurogenici. Il vino rosso tuttavia contiene anche alcol etilico (etanolo), che può interferire con la neurogenesi, danneggiare il cervello e il fegato in caso di abuso e portare a tumori. Il vino rosso è consumabile senza gli effetti collaterali dell'etanolo se si prende dealcolato. Il resveratrolo è più biodisponibile se affiancato al consumo di quercetina, presente in gran quantità nelle castagne crude, bacche di sambuco nero, chiodi di garofano e capperi; la quercetina tuttavia è a sua volta poco biodisponibile, per cui una soluzione è quella di consumare il pane cotto al vapore con una quantità bassissima di quercetina
- un'altra sostanza citata esplicitamente è il cacao ad alto contenuto di fenoli, siccome aumenta il fattore neurotrofico BDNF correlato alla neuroplasticità nell'ippocampo dei ratti e promuove la neurogenesi se assunto per almeno 4 settimane.[10] Il cacao più nutriente in questo senso è la massa di cacao, cioè il cacao puro al 100%, insieme al cioccolato puro (dall'85% circa fino al 99%), dunque un misto di cacao e zuccheri aggiunti come dolcificanti. Secondo uno studio, l'ingestione di 35g di cioccolato fondente al 70% potenzia la memoria simil-episodica (episodic-like memory) nell'ippocampo presumibilmente grazie all'azione rapida dei flavanoli sull'irrigazione cerebrale: il sangue che scorre nelle regioni collegate alla memoria aumenta. Una meta-analisi di studi sul consumo di cacao ha poi concluso che il consumo di cioccolato negli adulti sani per 1-6 mesi porta a miglioramenti della funzione esecutiva e correlata al linguaggio.[10]
- un'altra sostanza citata esplicitamente è il caffè: i polifenoli in una tazza di caffè triturato al momento del consumo aumentano i livelli di BDNF nel plasma sanguigno dei soggetti sani durante l'ora successiva all'ingestione[11] a causa dei potenti antiossidanti nel caffè. La maggiore concentrazione di antiossidanti si trova nel caffè verde, quando non è ancora tostato e triturato; contemporaneamente, la caffeina nei semi è a un livello più basso. La varietà di caffè contenente più antiossidanti è la varietà Arabica.
- una categoria intera di frutti citata esplicitamente è il genere Citrus (limoni, arance, mandarini, lime e altri frutti asiatici che crescono ad esempio in Giappone). Ad esempio, la chinpi (陳皮), ovvero la buccia del Citrus unshiu o "mandarino di Satsuma" (薩摩) o "Unshu mikan" (温州蜜柑), aumenta i livelli di BDNF nei ratti in senescenza accelerata.[12] La buccia del Citrus unshiu in particolare contiene numerosi flavonoidi tra cui l'esperidina e la nobiletina; l'esperidina regola positivamente il percorso PKA, mentre la nobiletina è correlata ai percorsi Akt e MEK.[13] La buccia è utilizzabile nei decotti della medicina tradizionale cinese e giapponese. Un'altra ricerca cita esplicitamente il Citrus depressa Hayata o "Shiikuwasha" o "limone hirami" (平実檸檬), che è capace di innalzare i livelli di BDNF e ha effetti antidepressivi in base alle osservazioni su cellule epatiche umane in vitro; l'estratto è stato ricavato dalla buccia, polpa e semi nel frutto.[14] Un terzo frutto oggetto di ricerca è il Citrus natsudaidai (夏橙), che incrementa i livelli di BDNF, ha effetti antidepressivi e può aiutare a prevenire e curare l'Alzheimer e Parkinson in base a osservazioni su cellule epatiche umane in vitro. Gli estratti di C. natsudaidai sono stati ricavati dalla polpa e dalla buccia del frutto, che sono stati liofilizzati per non alterare le loro proprietà e trasformati in polvere.[15] La buccia non è utilizzabile in infusi se è trattata con pesticidi, mentre è utilizzabile se il prodotto è stato trattato con biocidi. Una sostanza citata esplicitamente e presente proprio nei frutti Citrus è un sotto-gruppo di flavoni (e dunque di flavonoidi) detto "polimetossiflavoni" (PMF), che hanno vari effetti tra cui quello neurotrofico. In particolare, la 5-demetilnobiletina ha effetti neurotrofici in base alle osservazioni in vitro su cellule PC12 di ratto, cioè cellule surrenali. In particolare, promuove la crescita dei neuriti e la differenziazione neuronale. Una sostanza sintetica analoga, la gardenina A, ha avuto gli stessi risultati[16]
- altri alimenti ricchi di vari tipi di flavonoidi sono il cavolo rosso, la cipolla, i semi di soia e derivati (tofu, edamame, tempeh) e i frutti di bosco; in particolare, i mirtilli contengono tutti i tipi di flavonoidi.[17]
- la cannella (Cinnamomum verum) ha effetti neurotrofici a causa di uno dei suoi metaboliti, il benzoato di sodio (NaB). Questo metabolita del fegato derivato dallo smaltimento dell'acido cinnamico ha infatti aumentato l'espressione mRNA del fattore BDNF e di NT-3 nei neuroni primari e astrociti di cellule cerebrali fetali umane, in base a osservazioni su cellule neuronali coltivate in vitro appartenenti anche ai ratti e su un'osservazione in vivo sulla corteccia di ratti nutriti per 10 giorni con cannella. Il benzoato di sodio, oltre a essere un candidato come agente neurotrofico, è un conservante usato nell'industria alimentare e cosmetica. La cannella di specie "Cinnamomum verum" non contiene cumarina, un composto che ad alte dosi può essere tossico verso il fegato e reni; di contro, un'altra varietà di cannella diffusa, la Cinnamomum cassia, contiene cumarina e più benzene e acido palmitico, tra le varie sostanze,[18] per cui la varietà più sicura per un consumo abituale è la Cinnamomum verum. Inoltre, la cannella aumenta pure l'espressione del fattore neurotrofico ciliare (CNTF) negli astrociti e oligodendrociti sempre attraverso il benzoato di sodio in base alle osservazioni sui ratti affetti da encefalomielite allergica[19]
- l'estratto di polvere di Cinnamomum tamala, un tipo particolare di cannella usato nella medicina ayurvedica in Bangladesh, ha effetti neurotrofici siccome promuove la neuritogenesi: rispetto al gruppo di controllo, la lunghezza dei neuriti primari è aumentata dell'82% in base a osservazioni in vitro di cellule dell'ippocampo. Inoltre, ha effetti antiossidanti a causa del contenuto di acido ascorbico (vitamina C)[20]
- l'estratto di salvia ha effetti neurotrofici sulle cellule C6 affette da glioma siccome aumenta i livelli di BDNF. La sostanza responsabile è il glucoside B6AG (nome completo: benzyl 6-O-β-D-apiofuranosyl-β-D-glucoside).[21] L'infuso di salvia, chiamato anche "tè di salvia", contiene anche polifenoli che hanno un'azione antiossidante.[22] Una sua variante particolare, la salvia milthiorriza (o "salvia rossa cinese") invece ha effetti neurogenici nell'ippocampo dei ratti
- l'estratto di polvere di semi di finocchio (Foeniculum vulgare Mill) ha un effetto neurotrofico siccome promuove la crescita dei neuriti nell'ippocampo a causa del suo contenuto di anetolo, presente anche nell'aneto e nel fiore essiccato di anice stellato (Illicium verum). Il risultato è stato raggiunto somministrando un estratto di finocchio ai ratti e svolgendo anche osservazioni su cellule coltivate in vitro; l'estratto non ha mostrato effetti tossici. Il finocchio viene anche usato nella medicina ayurvedica e nella medicina tradizionale coreana[23]
- l'olio di semi di zucca ha effetti neurotrofici nei ratti affetti da danni neurologici causata dalla somministrazione di colchicina (CHC), un alcaloide ricavato dalle piante che causa stress ossidativo e apoptosi. Infatti, l'olio di semi di zucca ha aumentato i livelli di BDNF insieme ai livelli di serotonina e dopamina. Inoltre, ha effetti antiossidanti[24]
- il consumo di Laminaria japonica fermentata, detta anche "Saccharina japonica" fermentata o "ma-kombu" (真昆布), un tipo di alga bruna commestibile molto usata nella cucina asiatica e nella cosmetica, aumenta i livelli di BDNF nei soggetti sani in 8 settimane (Choi, 2016). Il consumo di Laminaria angustata fermentata (Mitsuishi-kombu, 三石昆布), una variante particolare dell'alga, aumenta i livelli di BDNF nei soggetti sani in 6 settimane, cioè in circa un mese e mezzo. La Laminaria in particolare contiene una sotto-categoria molto particolare di polifenoli, i florotannini; la fermentazione dell'alga aggiunge un'altra sostanza coinvolta nella neurotrofia, l'acido gamma-aminobutirico (GABA). Tuttavia, non è chiaro se il GABA promuova la neurotrofia anche negli adulti.[2] L'alga Mitsuishi-kombu viene usata in Giappone nella preparazione del kombu dashi (昆布出汁), cioè del brodo in cui si immerge il miso; il brodo è a base di alga kombu, a differenza del dashi tradizionale e più noto, che è a base di pesce.
- la pappa reale, un nutrimento creato dalle api per l'ape regina e le larve, facilita l'espressione del GNF (fattore neurotrofico legato alle cellule gliali) nell'ippocampo dei ratti adulti dopo 10 giorni di alimentazione. Inoltre, aumenta anche la presenza di neurofilamento H (NF-H),[25] cioè uno dei 5 tipi di polimeri di proteine che si trovano nel citoplasma dei neuroni. Le proteine non sono capaci di attraversare la barriera emato-encefalica, ma i loro componenti fondamentali, gli amminoacidi organizzati in peptidi o liberi a seguito di digestione, la possono attraversare.[25] La pappa reale prodotta nell'Unione Europea non ha solitamente tracce di antibiotici per api siccome l'uso è vietato
- l'Hericium erinaceus, un fungo detto anche "criniera di leone" o "yamabushikate", promuove la sintesi del fattore GNF e dunque la neurotrofia, riduce lo stress ossidativo (ha cioè effetti antiossidativi) ed è antinfiammatorio[6] oltre a promuovere la neurogenesi nei ratti. L'hericium erinaceus ha avuto anche effetti positivi nella cura contro l'Alzheimer, il Parkinson, i danni da ischemia e i disturbi dell'udito legati alla senescenza in base a esperimenti in vitro e in vivo sugli animali; ha anche mostrato i primi segnali promettenti nella cura della depressione. I principali composti bioattivi dell'hericium erinaceus, gli ericenoni (almeno 10) e le erinacine (almeno 19), attraversano la barriera emato-encefalica. La ricerca scientifica su tutti gli effetti possibili di questo fungo è comunque molto vasta.[6] Viene venduto in polvere e a volte viene mescolato insieme ad altri funghi in polvere noti per le loro proprietà benefiche, come ad esempio lo shiitake; è anche uno dei possibili componenti del caffè di funghi, per cui i chicchi di caffè tostati e macinati vengono sostituiti da funghi secchi macinati
- l'Hericium coralloides, un altro fungo appartenente alla famiglia Hericium, ha effetti neurotrofici a causa dell'azione della corallocina A, B e C che aumenta i livelli di GNF e/o BDNF. Inoltre, la corallocina B ha effetti anticancro siccome ha un effetto antiproliferativo sulle linee di cellule cancerogene umane MCF-7 e KB-3-1[26]
- l'Hericium flagellum, un altro fungo appartenente alla famiglia Hericium, ha effetti neurotrofici a causa degli acidi ericioici A-G (in particolare quello C e D) e dell'acido ericiofuranoico. Gli effetti sono stati osservati sulle cellule PC12 coltivate in vitro e hanno portato a un aumento della crescita di neuriti[27]
- il fungo Tricholoma ha effetti neurotrofici siccome promuove la neuritogenesi in base all'osservazione di cellule PC12 in vitro. I composti responsabili sono i Tricholomalides A-C, tre terpeni neurotrofici estraibili dal fungo[28]
- il fungo Sarcodon scabrosus contiene due diterpeni (la scabronina K e la scabronina L) con effetti neurotrofici siccome promuovono la neuritogenesi e aumentano i livelli di NGF in base alle osservazioni su cellule PC12 in vitro.[29] Uno studio pubblicato un anno dopo ha individuato anche la scabronina M, anch'essa un diterpene con gli stessi effetti neurotrofici[30]
- il fungo Cyathus hookeri contiene dei diterpeni, le cyahookerine A-F, che hanno effetti neurotrofici siccome promuovono la neuritogenesi e aumentano i livelli di NGF in base alle osservazioni su cellule PC12 in vitro. Inoltre, hanno effetti anti-neuroinfiammatori. Il fungo in questione assomiglia a un nido di uccello, da cui il nomignolo "fungo nido d'uccello"[31]
- il fungo Sarcodon cyrneus contiene dei diterpeni, la cirneina A (a cui successivamente si sono aggiunte la B e infine la C e D) che hanno effetti neurotrofici siccome promuovono la neuritogenesi in base alle osservazioni su cellule PC12 e cellule 1321N1 di origine umana in vitro[32][33][34]
- il fungo Lignosus rhinocerus (Cooke) Ryvarden ha effetti neurotrofici siccome promuovono la neuritogenesi e aumenta i livelli di NGF in base alle osservazioni su cellule PC12 in vitro.[35] I funghi di questo genere sono molto usati nella medicina etnica in Malaysia e alcuni studi scientifici hanno già validato alcune delle sue proprietà benefiche[36]
- secondo una meta-analisi di 48 articoli che trattavano il nesso tra dieta e fattori neurotrofici, una dieta che include lo zinco (assunto attraverso un integratore minerale in forma di gluconato di zinco) seguita per 12 settimane (3 mesi circa) ha mostrato come i fattori neurotrofici aumentassero nella popolazione obesa e nelle donne in periodo premestruale. Tuttavia, non ha mostrato benefici nelle persone affette da diabete e depressione. L'assunzione di vitamina D3 in soggetti sani non ha portato a nessun beneficio in merito.[2] Lo zinco è contenuto in grandi quantità in particolare nelle ostriche e nei semi di zucca tostati (la tostatura toglie l'acido fitico e dunque i fitati dai semi; i fitati sono una classe di anti-nutrienti che impedisce l'assorbimento di parte dei nutrienti nei semi e in alcuni grani come l'avena e farro)
- secondo la stessa meta-analisi, il consumo di formaggio che presenta muffa da fermentazione per 12 settimane (3 mesi circa) porta a una maggiore concentrazione di BDNF nel siero sanguigno in comparazione al formaggio comune nelle donne che hanno alcuni problemi cognitivi non gravi.[2] Anche il tofu è un cibo fermentato, per cui contiene i flavonoidi della soia e contemporaneamente dei batteri che possono entrare a fare parte della flora batterica (cosa che avviene consumato anche verdure fermentate come il kimchi coreano)
- alcuni studi sono focalizzati sui batteri della flora batterica che possono incrementare i livelli di BDNF, come già suggerito dal consumo di formaggio fermentato e ammuffito e derivati fermentati della soia. Un primo studio ha indicato come il consumo di prebiotici (fibre che nutrono la flora batterica intestinale come ad esempio la radice di cicoria) e di un probiotico a base di determinati batteri in 12 settimane ha aumentato i livelli di BDNF, per cui è confermato che il microbiota intestinale può avere un impatto sulla neurotrofia; i batteri usati erano il Lactobacillus acidophilus T16, il Bifidobacterium bifidum BIA-6, il B. lactis BIA-7, il B. longum BIA-8.[2] Un altro studio ha mostrato un incremento dei livelli di BDNF dopo 12 settimane di assunzione di un probiotico a base di B. bifidum BGN4 e B. longum BORI[2]
- l'estratto di levisticum officinale (o "levistico" o "sedano di montagna" a causa del suo sapore simile al sedano) ha effetti neurotrofici, antiossidanti, antinfiammatori e neurogenici in base a un esperimento sui ratti durato 4 settimane. I topi, nel mentre, sono stati soggetti a iniezioni di lipopolisaccaride per procurargli una perdita di memoria e apprendimento spaziale e una riduzione della produzione di BDNF e neurogenesi. Il levistico ha contrastato questi effetti[37]
- il miglio coda di volpe rosso e bianco (Setaria italica) aumenta il livello di BDNF in base a esperimenti in vitro e in vivo sui ratti che hanno assunto per il 20% della loro dieta il miglio coda di volpe rosso per 5 settimane. L'esperimento sulle cellule coltivate in vitro è stato svolto con un estratto di miglio coda di volpe ricavato con il metanolo,[38] un alcol che è tossico se ingerito a differenza dell'etanolo
- il ginseng potrebbe aumentare i livelli di BDNF e migliorare le condizioni dei malati di Parkinson a causa del suo principale gruppo di ingredienti attivi, i ginsenosidi.[39][40] Una specie particolare di ginseng usato nella medicina tradizionale cinese, il Panax notoginseng contenente il ginsenoside Rg1, ha anche effetti neurogenici e antidepressivi e protegge dall'Alzheimer in base alle osservazioni sui ratti sottoposti a stress; la tossicità del ginsenoside Rg1 è bassa[41][42]
- il cardo mariano (Silybum marianum) ha effetti neurotrofici in base all'osservazione di neuroni PC12 coltivati in vitro; infatti, ha aumentato i livelli di GNF, che ha portato a una maggiore crescita dei neuriti. Inoltre, siccome protegge le cellule dell'ippocampo dei ratti dall'apoptosi con un'azione antiossidante, ha anche un'azione neuroprotettiva[43]
- l'ubidecarenone, meglio noto come coenzima Q10 (CoQ10) ha effetti neurotrofici siccome aumenta i livelli di BDNF. L'assunzione di CoQ10 inoltre riduce lo stress ossidativo e può essere una cura contro la sclerosi multipla a causa dei suoi effetti antiossidanti e antinfiammatori. Nel caso in cui si faccia anche attività fisica successivamente all'assunzione, l'assunzione non porta alcun vantaggio in base all'analisi del sangue svolta su soggetti umani che hanno svolto allenamento di resistenza per 3 settimane.[44] Il CoQ10 viene solitamente venduto come integratore alimentare
- il digiuno intermittente a giorni alterni ha effetti neurotrofici sui neuroni dell'ippocampo in base agli studi sui ratti durati 2-4 mesi. In particolare, i neuroni dell'ippocampo dei ratti erano più resistenti alla degenerazione indotta dall'acido kainico e la memoria preservata era più forte. Altri esperimenti sugli animali hanno mostrato come il digiuno intermittente a giorni alterni migliora il ripristino delle funzioni dopo una lesione alla spina dorsale. Il digiuno intermittente, per la precisione, aumenta i livelli del fattore BDNF, per cui è favorita la plasticità cerebrale. Nei giorni in cui gli animali venivano nutriti, seguivano una dieta ricca di tutte le sostanze quotidiane necessarie (vitamine, minerali, acidi grassi salutari e amminoacidi per innescare la sintesi proteica). Tuttavia, non è chiaro se il digiuno intermittente aiuti effettivamente gli umani colpiti da malattie neurodegenerative: i danni al cervello e alla spina dorsale infatti richiedono ai pazienti di aumentare l'assunzione di cibo a causa di un'influenza sul loro catabolismo.[3] Un altro studio ha mostrato come il digiuno intermittente per 12 settimane (3 mesi) ha aumentato i livelli di BDNF e NT-3 nei ratti ammalati di diabete mellito di tipo II (T2DM), dunque con una patologia che ha riflessi negativi sulla memoria, attenzione e umore; inoltre, ha aumentato anche la serotonina, dopamina e acido glutammico e ha abbassato l'insulinoresistenza e il corticosterone.[45] Secondo una meta-analisi, gli effetti del digiuno intermittente su pazienti affetti da sindromi metaboliche e persone sane non sono definitivamente accertati siccome alcuni studi danno risultati contraddittori, inoltre gli effetti nel lungo termine a livello di neurotrofia non sono stati indagati e dunque sono sconosciuti.[46] Il digiuno intermittente incrementa anche la neurogenesi nei ratti.
- L'estratto di spirulina platensis aumenta i livelli di BDNF, per cui ha effetti neurotrofici; questi effetti derivano dai suoi componenti non proteici, come i flavonoidi, carotenoidi e vitamina C,[47] tutti e tre antiossidanti. In realtà, in base in primis agli effetti sui ratti, ha numerosi effetti neuroprotettivi. La spirulina platensis è una microalga altamente nutriente e proteica (il 70% del suo contenuto a secco è formato da proteine) e la sostanza responsabile degli effetti neuroprotettivi sarebbe in primis la ficocianina, una proteina con effetti antiossidanti, antinfiammatori e anti-apoptotici[48] che dà il colore verde all'estratto di spirulina platensis.[49][50][51]
- L'estratto di spirulina maxima, una specie appartenente allo stesso genere della spirulina platensis, ha effetti neurotrofici siccome aumenta i livelli di BDNF; inoltre, ha effetti neuroprotettivi.[52] La spirulina maxima ha anche effetti antiossidanti e previene il diabete.[53]
- l'estratto di centella asiatica, detta anche "Gotu Kola", ha effetti neurotrofici nei ratti a seguito di 28 giorni di somministrazione siccome aumenta i livelli di BDNF nell'ippocampo;[54] lo stesso effetto si nota anche nei ratti sottoposti a stress attraverso scariche elettriche a cui è stata somministrato l'estratto per 4 settimane.[55] La centella asiatica è già usata nella medicina tradizionale cinese
- l'estratto di polvere di foglie essiccate di Pongamia pinnata o "faggio indiano" o "Karanja" ha effetti neurotrofici in base alle osservazioni sui ratti colpiti da ischemia cerebrale dopo 7-21 giorni di somministrazione; dopo 21 giorni, i ratti colpiti da ischemia mostravano un numero di neuroni pari a quelli del gruppo di controllo. Nei ratti, è aumentata l'espressione del fattore BDNF e GDNF. Inoltre, l'estratto di foglie di pongamia pinnata contiene flavonoidi e ha proprietà antiossidanti, antinfiammatorie e anti-iperglicemiche[56]
- la radice di bupleurum (detto anche chaihu, 柴胡) ha effetti neurotrofici ed è utilizzabile come trattamento per la depressione, in base ai risultati degli studi sui ratti. Viene utilizzato in almeno tre composti di erbe della medicina tradizionale cinese, cioè il Chaihu Shugan San, Jiawei-Xiaoyao San e Sini San, tutte e tre con effetti antidepressivi. L'effetto neurotrofico e antidepressivo sarebbe dato dalla saikosaponina A (SSA), una saponina triterpenoide contenuto nella radice di bupleurum che aumenta il livello di BDNF, previene l'apoptosi neurale e migliora la plasticità sinaptica nell'ippocampo. La saikosaponina D (SSD) invece promuove la neurogenesi nell'ippocampo dei ratti. Il bupleurum contiene anche flavonoidi (e.g., rutina, puerarina, quercetina) e ripristina la flora batterica intestinale. Anche la rutina ha proprietà antidepressive e agisce sulla zona ippocampale nei ratti. La puerarina ha proprietà antidepressive e neurogeniche nell'ippocampo dei ratti che seguono una dieta ad alto contenuto di grassi e inibisce l'apoptosi neuronale, inoltre ha proprietà antidepressive anche sui topi soggetti a stress cronico. La quercetina aumenta i livelli di BDNF nei ratti soggetti a stress cronico e nell'ippocampo e cuore delle femmine di ratto. La farmacopea cinese prescrive al massimo 3-10g al giorno di radice di bupleurum; dosi più alte assunte nel lungo termine possono portare a effetti epatotossici, cioè tossici per il fegato[57]
- Il Chaihu Shugan San (CSS, 柴胡疏肝散), un composto di erbe della medicina tradizionale cinese con effetti neurotrofici e antidepressivi, è composto da Chaihu (Bupleurum chinense DC.), Xiang Fu (Cyperus rotundus L.), Zhiqiao (Citrus aurantium L.), Chen Pi (Citrus reticulata Blanco), Chuanxiong (Ligusticum striatum DC.), Bai Shao (Paeonia lactiflora Pall.) e Gancao (Glycyrrhiza uralensis Fisch, cioè la liquirizia cinese). Il composto inoltre promuove la formazione sinaptica nel cervello dei ratti. L'effetto antidepressivo deriva dall'interazione con la flora batterica intestinale e dal cambiamento dei suoi metaboliti (e.g., aumento del BDNF). Inoltre, il composto promuove l'angiogenesi (la formazione di nuovi vasi sanguigni nel cervello attraverso la ramificazione di quelli già esistenti) nell'ippocampo dei ratti e, in modo indiretto, la neurogenesi grazie ai fattori trofici.[57] In particolare, due ingredienti sicuramente neurotrofici sono la radice di bupleurum (è anche antidepressiva) e due frutti del genere Citrus
- Lo Xiaoyao San (XYS, 逍遥散), un altro composto di erbe della medicina tradizionale cinese con effetti neurotrofici e antidepressivi, è composto da Gan Cao (Glycyrrhiza uralensis Fisch.), Dang Gui o "Dong Quai" (Angelica sinensis Diels.), Fulin (fungo Poria cocos Wolf.), Bai Shao (Paeonia lactiflora Pall.), Bai Zhu (Atractylodes macrocephala Koidz.) e Chaihu (Bupleurum chinense DC.). Gli studi clinici sugli umani hanno confermato gli effetti antidepressivi e hanno anche registrato a fine trattamento un aumento della taurina e creatinina nel corpo.[57] Gli ingredienti che spiccano sono in particolare il bupleurum, che è neurotrofico, e l'angelica sinensis, che promuove la neurogenesi nel cervello dei ratti
- Il Jiawei-Xiaoyao San (JWX, 加味逍遥散), una variante dello Xiaoyao San, è un altro composto di erbe della medicina tradizionale cinese con effetti neurotrofici nel giro dentato (una parte dell'ippocampo) dei ratti affetti da depressione indotta con la somministrazione di corticosterone (CORT); il giro dentato infatti subisce un incremento del livello di BDNF. Gli ingredienti sono: Chaihu (Bupleurum chinense DC.), Dang Gui (Angelica sinensis Diels.), Bai Zhu (Atractylodes macrocephala Koidz.), Fuling (Poria cocos Wolf.), Gan Cao (Glycyrrhiza uralensis Fisch.), Mu Dan Pi (Paeonia suffruticosa Andr.), Zhi Zi (Gardenia jasminoides Ellis.) e Bo He (Mentha haplocalyx Briq.).[57] Gli ingredienti che spiccano sono la radice di bupleurum, neurotrofica, e l'angelica sinensis insieme alla menta, neurogeniche
- Il Sini San (SNS, 四逆散), un altro composto di erbe della medicina tradizionale cinese con effetti neurotrofici, è composto da sole 4 erbe: Chai Hu (Bupleurum chinense DC.), Bai Shao (Paeonia lactiflora Pall.), Zhi shi (Citrus aurantium L) e Gan cao (Glycyrrhiza uralensis Fisch.). Ha anche effetti antidepressivi e migliora la plasticità sinaptica. Gli effetti antidepressivi e calmanti sono stati confermati anche su uno studio su pazienti affetti da depressione post-partum.[57] I due ingredienti che spiccano sono la radice di bupleurum e il Citrus aurantium, neurotrofici
- Il Chaihu jia longgu muli tang (CLM, 柴胡加龙骨牡蛎汤) è un decotto della medicina tradizionale cinese con effetti neurotrofici e antidepressivi. Gli ingredienti sono: Chai Hu (Bupleurum chinense DC.), Long Gu (longgu), Huangqin (Scutellaria baicalensis Georgi.), Sheng Jiang (Zingiber officinale Rose), Ren Shen (Panax ginseng C. A. Mey), Gui Zhi (Cinnamomum cassia Presl), Fuling (Poria cocos Wolf.), Ban Xia (Pineilia ternata Breit.), Da Huang (Rheum palmatum L.), Mu Li (Ostrea gigas Thunberg.) e Da Zao (Ziziphus jujuba Mill.). I due effetti sono dati dall'aumento dei livelli di BDNF nell'ippocampo. Uno studio su pazienti umani ha confermato l'effetto antidepressivo.[57] I due ingredienti che spiccano sono la radice di bupleurum, neurotrofica, e lo zenzero, neurogenico. Questo decotto, alla pari di tutti gli altri decotti della medicina tradizionale cinese (Zhongyao) e giapponese (kampo), viene talvolta venduto in polvere o vengono venduti direttamente gli ingredienti essiccati
- l'hochuekkito (補中益気湯), un decotto della medicina tradizionale cinese e giapponese, ha effetti neurotrofici sui topi in senescenza accelerata, in base all'osservazione dei livelli di BDNF nell'ippocampo. L'hochuekkito contiene 10 ingredienti: Chinpi (la buccia di Citrus unshiu che ha già di per sé effetti neurotrofici), Kanzo, Ninjin, Ogi, Saiko (la radice di bupleurum, già di per sé neurotrofica), Shokyo, Shoma, Sojutsu, Taiso e Toki;[58] in italiano: ginseng, rizoma di atractilode, radice di astragalo giapponese, radice di angelica giapponese, giuggola, radice di bupleurum falcatum, buccia di mandarino giapponese, liquerizia, zenzero e rizoma di cimicifuga. L'ingrediente principale legato alla neurotrofia è proprio la buccia di Citrus unshiu attraverso i percorsi Atk, PKA e MEK.[12] Il Panax notoginseng (una particolare varietà di ginseng), lo zenzero e l'angelica sinensis (una varietà particolare di angelica) hanno anche effetti neurogenici in base agli esperimenti sui ratti.
- il chotosan è un altro preparato tradizionale che ha effetti neurotrofici in base all'osservazione dell'effetto del suo estratto su cellule epatiche umane (cellule ACHN) in vitro; il preparato contiene la buccia del mandarino giapponese[12][13]
- il kososan (香蘇散) è un altro preparato tradizionale che ha effetti neurotrofici in base all'osservazione dell'effetto del suo estratto su cellule epatiche umane (cellule ACHN) in vitro; il preparato contiene la buccia del mandarino giapponese[12][13]
- il ninjinyoeito (人参養栄湯) è un decotto della medicina tradizionale cinese che ha effetti neurotrofici[12][13] e neurogenici nei ratti
- il Jiawei Kaixin San (JWKXS, 加味开心散) è un altro preparato della medicina tradizionale cinese che migliora i deficit cognitivi nei ratti dopo 7 giorni di assunzione grazie ai propri effetti neurotrofici sull'ippocampo, ai propri effetti antiossidanti sul cervello e al miglioramento del metabolismo della proteina beta-amiloide (o "Aβ1-42"), per cui i precursori dei fattori BDNF e GNF diventano forme mature. Oggi, il preparato viene usato per trattare la malattia di Alzheimer e la demenza vascolare. Gli ingredienti sono: radice e rizoma di zenzero, radice di poligala, rizoma di acori tatarinowii, fungo poria cocos, frutto di schisandra chinensis, radice di curcuma, frutto di gardenia e radice di ophiopogonis.[59] La curcuma, zenzero, la radice di acori tatarinowii e il Panax notoginseng hanno anche effetti neurogenici
- Il Kaixinjieyu (KJ, 开心解郁汤), un decotto della medicina tradizionale cinese, aumenta i livelli di BDNF e promuove la neurogenesi e la funzione neurovascolare, per cui riduce l'ipoperfusione (scarso afflusso di sangue, in tal caso nel cervello) nei ratti sottoposti a stress; inoltre, ha anche effetti antidepressivi. La somministrazione è durata 21 giorni. Gli ingredienti sono: buplerum cinese (Chaihu), Paeonia lactiflora Pall. o "peonia cinese" (Chishao), Morinda officinalis How o "Gynochthodes officinalis" o "gelso indiano" (Bajitian), polvere di fungo poria cocos (Schw.) Wolf (Fuling), polvere di Panax ginseng C. A. Mey. (Renshen), Citrus aurantium L. o "arancio amaro" (Zhishi), Polygala tenuifolia Willd. (Yuanzhi) e Glycyrrhiza uralensis Fisch. (Gancao) secondo le dosi 3:3:3:3:2:2:2:2[60]
- l'Hachimijiogan (HJG, 八味地黄丸), un preparato in pillole della medicina tradizionale giapponese (Kampo), aumenta i livelli di BDNF nel cervello dei ratti colpiti da Alzheimer, per cui viene promossa la crescita dei neuriti e i danni alla memoria vengono alleggeriti; l'effetto non è dato da un solo ingrediente, ma dall'effetto additivo e/o sinergico di tutti gli ingredienti. L'osservazione è stata effettuata su cellule PC12 in vitro e gli effetti si sono manifestati dopo 3 giorni di somministrazione. Inoltre, l'Hachimijiogan migliora le disfunzioni cognitive nei pazienti affetti da demenza. Gli ingredienti sono: radice di Rehmannia glutinosa Libosch var. purpurea Makino, rizoma di Dioscorea batatas Decne, frutto di Cornus officinalis Siebold et Zucc, radice di Aconitum carmichaelii Debeaux, rizoma di Alisma orientale Juzepczuk, sclerozio di fungo Poria cocos Wolf, scorza di Paeonia suffruticosa Andrews (o "peonia Moutan") e scorza di Cinnamomum cassia Blume (cioè la cannella cinese)[61]
- il Bugu-M ha effetti neurotrofici in vitro e in vivo nei ratti per 30 giorni, per cui può contrastare il declino cognitivo causato dall'Alzheimer; inoltre, ha effetti neurogenici. Il Bugu-M è un mix di 3 erbe officinali: estratto di fungo Ganoderma lucidum (Lingzhi), il frutto di giuggolo (Ziziphus jujuba Mill.) e il frutto di Dimocarpus longan o "occhio di drago" (Longan, dal cantonese). Al mix si aggiunge infine il 4° ingrediente, cioè l'estratto di semi di Nelumbo nucifera Gaertn. o "fior di loto asiatico". Le dosi sono 3:1:1:1[62]
- Il Jisuikang (JSK, 脊髓康), un preparato cinese a base di erbe, ha effetti neurotrofici e aiuta a ripristinare le funzioni neurologiche a seguito di lesione alla spina dorsale. Il tasso di sopravvivenza dei neuroni, in base a un esperimento sui ratti con lesione alla spina dorsale, è aumentato 14 giorni dopo la lesione a causa dell'aumento dell'espressione del BDNF e GNF. Gli ingredienti sono: radice di milkvetch (30 g), angelica sinensis (12 g), radice di peonia rossa (12 g), vermi (10 g), rizoma di levistico del Sichuan (10 g) e semi di pesca (10 g) aventi già di per sé effetti neurotrofici e cartamo (10 g).[63] L'estratto di angelica sinensis e l'olio essenziale di cartamo inoltre promuovono la neurogenesi nei ratti
- il Suyu Jiaonang (SYJN, 苏郁胶囊) è un preparato della medicina tradizionale cinese che ha effetti neurotrofici nei ratti sottoposti a stress cronico siccome ha aumentato l'espressione del fattore neurotrofico NT-3 e GNF nell'ippocampo e corteccia frontale dei ratti dopo 4 settimane di somministrazione; ha anche effetti antidepressivi. Gli ingredienti sono: Bupleurum chinense DC., Curcuma aromatica Salisb., Perilla frutescens (L.) Britt. (detta "Zisu" in cinese, 紫苏) e Acorus tatarinowii Schott. Le dosi sono 2:1:2:1[64]
- Il Tongfu Xingshen (TXC, 通富兴神) è un preparato in capsule della medicina tradizionale cinese che ha effetti neurotrofici siccome aumenta i livelli di BDNF e del suo recettore (il TrkB) nei ratti colpidi da emorragia intracerebrale dopo 14 giorni di somministrazione ad alte dosi. Ha anche effetti neurogenici nella zona subventricolare, che è una zona neurogenica. Inoltre, ripristina l'integrità della barriera emato-encefalica e promuove la differenziazione di cellule staminali neurali in cellule astrogliali sempre nella zona subventricolare. Gli ingredienti sono: foglie di Senna, rizoma del poligono del Giappone, tabasheer (un misto di acqua e silice ottenuto dall'interno delle canne di bambù), seme di lagenaria e bezoario artificiale.[65] Non è chiara la tipologia di Senna; tra le più usate per le sue proprietà, si conta la Senna alexandrina
- il mix di erbe Euphoria longana Lam., Houttuynia cordata Thunb. e Dioscorea japonica Thunb. aumenta i livelli di BDNF nell'ippocampo e corteccia cerebrale dei ratti sotto stress e ha effetti antidepressivi. Questo mix di erbe si è originato nella medicina tradizionale coreana. Dell'Euphoria longana, si usa l'estratto di semi essiccati, ricco di polifenoli e sostanze anticancro; dell'Hottuynia cordata si usa l'intera pianta, che ha effetti antiossidanti, antinfiammatori e anticancro; della Dioscorea japonica, nella medicina tradizionale cinese si usa il rizoma, che contrasta la diarrea e l'anoressia e ha effetti umettanti sulla pelle, in più ha alcuni effetti antitumorali. Nella medicina tradizionale coreana, questo mix di erbe era già usato per trattare le malattie neurologiche. L'estratto usato nello studio è stato ottenuto bollendo le erbe nell'acqua purificata mescolata a etanolo per 2 ore; l'acqua è stata poi congelata e microfiltrata, per cui si è ricava la polvere essiccata. Di ogni erba, è stata usata la stessa quantità.[66]
- il mix di erbe NHT ("Novel Herb Treatment"), nato dalla modifica di un preparato della medicina tradizionale cinese, riduce lo stress nei ratti trattati con corticosterone, per cui il livello di BDNF è stato diminuito; pertanto, ripristina i livelli di BDNF nell'ippocampo e abbassa il corticosterone dopo 3 settimane di assunzione tramite iniezione. Le 4 erbe che compongono l'NHT sono: il Crataegus Pinnatifida o "biancospino cinese", il grano tenero (Triticum Aestivum), il Lilium Brownii o "giglio di Hong Kong" e il frutto dello Zizyphus Jujuba (cioè la giuggola). Effetti simili sono stati osservati anche a seguito della somministrazione di Escitalopram, un farmaco antidepressivo e ansiolitico; tuttavia, mentre simili farmaci antidepressivi e ansiolitici hanno come effetto collaterale la disfunzione sessuale, cosa che invece l'NHT non ha mostrato[67]
- l'estratto in acqua calda di Tremella fulciformis, un fungo bianco simile a una spugna o un'alga utilizzabile anche in cosmetica, ha potenti effetti neurotrofici siccome promuove la crescita dei neuriti, in base a quanto osservato in vitro sulle cellule di un tumore alle ghiandole surrenali di topo (cellule PC12h). L'estratto è stato ricavato dal fungo essiccato e polverizzato appena prima dell'infusione. Il Tremella fulciformis potrebbe anche essere un agente precauzionale per prevenire malattie neurodegenerative come l'Alzheimer. Il fungo ha anche effetti ipoglicemici, antitumorali e ipocolesterolemici.[68] Il Tremella fulciformis in cinese è chiamato "orecchio d'argento" (银耳) o "orecchio di neve" (雪耳) a causa del suo colore bianco con tinta vagamente gelatinosa
- l'estratto di radice di Polygala tenuifolia (in giapponese: onji, 遠志; in cinese: yuanzhi) ha effetti neurotrofici siccome incrementa i livelli di BDNF[13]
- l'estratto di seme di pesca (Semen Persicae o, in cinese, Tao Ren 桃仁) ha effetti neurotrofici sulle cellule di ratto PC12 in vitro siccome promuove la crescita dei neuriti. Il composto attivo responsabile della neurotrofia è l'amigdalina, un glicoside botanico che dunque è un potente agente neurotrofico. L'estratto di seme di pesca si ricava dal seme essiccato. L'amigdalina è stata isolata per la prima volta dal seme di Prunus dulcis e si trova anche nelle mele, albicocche, ciliegie, prugne e nelle mandorle[69]
- l'estratto di ayahuasca aumenta i livelli di BDNF già dopo un giorno. L'ayahuasca è un infuso allucinogeno usato in Amazzonia a base di Banisteriopsis caapi, un tipo di liana; il principio attivo che provoca gli effetti psichedelici è il DMT. L'ayahuasca promuove anche la neurogenesi in base agli studi sui ratti.
- l'estratto di Zingiber purpureum, una varietà di zenzero che cresce in Indonesia detto anche "Bangle", ha effetti neurotrofici siccome promuove la neuritogenesi nelle cellule di ratto PC12 osservate in vitro a causa di due suoi dimeri fenilbutenoidi e due suoi specifici curcuminoidi. Inoltre, aumenta la lunghezza dei neuriti, protegge le cellule dall'apoptosi e ha effetti neurogenici nell'ippocampo di ratti affetti da una tipologia di demenza[70]
- l'estratto di Illicium jiadifengpi (dal nome in cinese, 假地枫皮) ha effetti neurotrofici grazie all'azione di un suo sesquiterpenoide, in base all'osservazione su colture in vitro di neuroni corticali di ratti allo stadio fetale. L'Illicium jiadifengpi infatti ha promosso la crescita dei neuriti e ha il potenziale di favorire anche la differenziazione delle cellule staminali neurali in neuroni.[70] Al genere Illicium appartiene anche l'Illicium verum (anice stellato)
- l'estratto di rami e foglie di Illicium merrillianum ha effetti neuritogenici siccome mostra un incremento del fattore GNF in base all'osservazione di cellule PC12 di ratto in vitro. L'effetto neurotrofico è causato da 3 dei suoi 18 terpenoidi.[71] Un altro studio cita un suo fenolo, per la precisione un neolignano racemico detto "merrillianoide"; tramite la separazione chirale, è stato separato in due enantiomeri, (+)-1 e (-)-1. L'enantiomero (+)-1 ha mostrato effetti neurotrofici, mentre l'enantiomero (-)-1 ha inibito la neurotrofia[72]
- il merrillianone e cicloparvifloranone, due composti sesquiterpenici isolati dal frutto, stelo e radice di Illicium henryi Diels, hanno effetti neurotrofici siccome promuovono la crescita di neuriti; gli effetti sono potenziati se si estraggono i loro esteri tramite processo di esterificazione che coinvolge sempre l'uso di alcol. I tre esteri che si ricavano sono chiamati 2a-i, 3a-g ae 3i-q[73]
- la radice di Withania somnifera, meglio nota come "ashwagandha" nella medicina ayurvedica, è un agente nootropo, antiossidante e con forti effetti neurotrofici siccome promuove la crescita dei neuriti nella corteccia cerebrale. Inoltre, previene l'atrofia dendritica e assonale nella corteccia dei ratti. I tre composti attivi più importanti sono il withanoside IV, il withanoside VI e il withanolide A[74]
- il rizoma di Picrorhiza scrophulariiflora, detta "huhuanglian" (胡黄连) in cinese, ha effetti neurotrofici siccome promuove la crescita dei neuriti nelle cellule PC12D osservate in vitro. La radice, tra le varie sostanze, è ricca di terpenoidi e ha effetti antiossidanti oltre che neuroprotettivi e epatoprotettivi. Le due sostanze che spiccano per le proprietà neurotrofiche sono i picrosidi I e picrosidi II[74]
- la propoli è una resina raccolta dalle api ha effetti neurotrofici siccome promuove la crescita dei neuriti in base alle osservazioni di cellule PC12m3 in vitro, in cui il fattore NGF è inibito; inoltre, la propoli ha effetti antiossidanti e anti-ischemici per la presenza di flavonoidi. La sostanza responsabile degli effetti neurotrofici è l'artepillina C[74]
- il frutto del Piper retrofractum, una varietà di pepe dal frutto allungato originario dell'isola di Giava in Indonesia (per cui è chiamato anche "pepe lungo giavanese"), ha effetti neurotrofici siccome promuove la neuritogenesi nelle cellule PC12 osservate in vitro[75]
- l'estratto di radice essiccata di Astragalus membranaceus, già usata dalla medicina tradizionale cinese, ha effetti neurotrofici e antiossidanti siccome promuove la crescita di neuriti, inoltre permette la ricostruzione delle sinapsi neuronali, per cui ha anche effetti rigenerativi; la sostanza responsabile è l'Astragaloside IV (AS-IV)[74]
- l'estratto di polvere di Camellia sinensis (o "camelia del tè"), usata nella medicina ayurvedica in Bangladesh, ha effetti neurotrofici siccome promuove la neuritogenesi in base a osservazioni in vitro di cellule dell'ippocampo; inoltre, ha effetti antiossidanti[20]
- l'assunzione di luteina, zeaxantina e meso-zeaxantina per 26 settimane ha aumentato i livelli di BDNF nei soggetti sani.[2] Le tre sostanze citate sono collettivamente note come "xantofille maculari" (Mxan)[76] e aumentano inoltre la densità del pigmento maculare nella retina, contribuendo a rendere gli occhi sani; la perdita di tali pigmenti porta alla degenerazione maculare. In particolare la luteina e la zeaxantina vengono vendute sotto forma di integratore in capsule
- l'assunzione della LD-1227, un nutraceutico di origine marina, aumenta i livelli di BDNF dopo 9 settimane.[2] La LD-1227 è una crema gelatinosa ricavata dalle proteine dello storione misto al DNA estratto dal caviale puro, collagene e elastina creata dalla LabDom in Svizzera[77][78]
- l'olio essenziale di foglie di Alpinia zerumbet (o "giglio rosa di porcellana" o "zenzero a conchiglia") aumenta i livelli di BDNF nell'ippocampo nei ratti; inoltre, ha effetti antiossidanti e antinfiammatori e ha mitigato la schizofrenia nei medesimi ratti indotta attraverso l'iniezione intraperitoneale di ketamina. Non sono stati osservati particolari effetti collaterali derivati dall'utilizzo di quest'olio essenziale[79]
- l'estratto acquoso di rizoma di Coptis chinensis Franch. o "filo d'oro" (huanglian, 黄连) in cellule CP12 di ratto in vitro ha effetti neurotrofici siccome promuove la neuritogenesi dopo un trattamento di 14 giorni[80]
- l'estratto di semi di nigella sativa L. aumenta i livelli di BDNF e di neuroplasticità nel cervello dei ratti colpiti da lesione cerebrale dopo 7 giorni di trattamento. Nello studio, l'estratto è stato usato insieme al propofol, un farmaco anestetico generale usato per trattare le lesioni cerebrali; l'estratto di nigella sativa è più potente del propofol, ma le due sostanze hanno un buon effetto se usate in modo congiunto. La nigella sativa ha anche effetti antiossidanti[81]
- l'estratto del frutto di Melia toosendan Sieb. et Zucc. (in cinese "chuanlianzi", 川楝子) aumenta i livelli di BDNF e ha effetti neuritogenici a causa dei 9 limonoidi che contiene in base all'osservazione di cellule PC12 di ratto in vitro. I limonoidi sono una classe di tetranortriterpenoidi altamente ossigenati e sono un metabolita del frutto di Melia toosendan. Altre parti della pianta contengono triterpenoidi e steroidi[82]
- la combinazione di estratto di radice di pueraria (Radix Puerariae) e di frutto di biancospino in una dose 1:1 ha effetti neurotrofici siccome previene la depressione nei ratti affetti da diabete di tipo II attraverso un incremento dei livelli di BDNF nella corteccia prefrontale. Gli estratti sono stati assunti dai ratti per 5 settimane. La radice di pueraria era già usata nella medicina tradizionale cinese per trattare la depressione[83]
- l'estratto di Scoparia dulcis contiene tre glicosidi flavonoidi acetilati e due di essi hanno effetti neurotrofici siccome aumentano i livelli di NGF in base alle osservazioni su cellule PC12D di ratto in vitro.[84] Questi effetti sono stati confermati da un altro studio incentrato sulle piante curative del Paraguay e Thailandia con un metodo analogo[85]
- l'estratto di Verbena littoralis aumenta i livelli di NGF e porta a una maggiore neuritogenesi in base alle osservazioni su cellule PC12D di ratto in vitro, secondo uno studio su piante del Paraguay e Thailandia.[85] Un altro studio conferma gli effetti di questa pianta[86]
- l'estratto di Artemisia absinthium aumenta i livelli di NGF e porta a una maggiore neuritogenesi in base alle osservazioni su cellule PC12D di ratto in vitro, secondo uno studio su piante del Paraguay e Thailandia[85]
- l'estratto di Garcinia xanthochymus aumenta i livelli di NGF e porta a una maggiore neuritogenesi in base alle osservazioni su cellule PC12D di ratto in vitro, secondo uno studio su piante del Paraguay e Thailandia.[85] Un altro studio conferma gli effetti di questa pianta[87]
- la Smilax bockii Warb. contiene un glicosida pregnanico che aumenta il livelli di NGF. Il nome completo in inglese del composto in questione, analizzato attraverso l'analisi spettrale e metodi chimici, è molto lungo ed è "26-O-beta-D-glucopyranosyl-22alpha-methoxyl-(25R)-furost-5-en-3beta, 26-diol 3-O-alpha-L-rhamnopyranosyl(1 --> 4)-alpha-L-rhamnopyranosyl(1 --> 4)-[alpha-L-rhamnopyranosyl(1 --> 2)]-beta-D-glucopyranoside"[88]
- l'estratto di Astragalus Membranaceus (o "Astragalus mongholicus") aumenta i livelli di BDNF nelle cellule umane TNBC MDA-MB-231, per cui ha effetti contro il cancro al seno[89]
- l'estratto di Paeonia lactiflora aumenta i livelli di BDNF nelle cellule umane TNBC MDA-MB-231, per cui ha effetti contro il cancro al seno[89]
- l'estratto di Ligusticum chuanxiong aumenta i livelli di BDNF nelle cellule umane TNBC MDA-MB-231, per cui ha effetti contro il cancro al seno[89]
- l'estratto di Paeonia suffruticosa aumenta i livelli di BDNF nelle cellule umane TNBC MDA-MB-231, per cui ha effetti contro il cancro al seno[89]
- l'estratto di Ligusticum lucidum aumenta i livelli di BDNF nelle cellule umane TNBC MDA-MB-231, per cui ha effetti contro il cancro al seno[89]
- una dieta troppo alta in acidi grassi saturi e zuccheri/glucidi, tipicamente basata sul cibo spazzatura (junk food) e cibo ricco di zuccheri aggiunti, tende a diminuire il livello di BDNF nel cervello. In base a uno studio sui ratti, una dieta ricca di acidi grassi saturi e zuccheri raffinati (per cui i cibi erano ingegnerizzati per assomigliare al cibo spazzatura) somministrata per 1-2 mesi ha portato a risultati scarsi sull'apprendimento spaziale; di contro, una dieta ricca di carboidrati complessi e con un basso contenuto di grassi ha portato a una migliore performance. Inoltre, sempre in base agli studi sui ratti, una dieta ricca di saccarosio (lo zucchero da tavola, uno dei vari tipi di zuccheri) e di grassi saturi per 3 settimane ha peggiorato gli effetti di una lesione cerebrale, per cui le disfunzioni cognitive sono aumentate e i marcatori molecolari di plasticità sinaptica sono diminuiti. In generale, una dieta ipercalorica a causa dei grassi saturi e zuccheri è correlata a un forte stress ossidativo, a una riduzione della plasticità sinaptica e a una maggiore probabilità di contrarre l'Alzheimer: in particolare, nei ratti il consumo eccessivo di grassi saturi promuove l'Alzheimer, mentre una dieta che riduce i carboidrati (zuccheri e amidi, affiancati alle fibre) previene l'Alzheimer.[3] Una dieta ipocalorica nell'arco di circa 1-2 anni ha portato a un notevole incremento dei fattori BDNF nei soggetti affetti da schizofrenia.[2] Siccome le fibre vegetali sono un carboidrato che non ostacola la neurotrofia, un consumo non eccessivo di farinacei raffinati e senza zuccheri raffinati aggiunti (e.g., zucchero da tavola, sciroppi vari) come già detto non ha effetti lesivi. Inoltre, una dieta ricca di grassi saturi e zuccheri porta anche a ostacolare la neurogenesi, per cui il declino mentale associato all'età non è invertito
- una dieta solo e unicamente a base di farinacei (anche se integrali), siccome è basata unicamente su carboidrati (amidi, zuccheri e fibre vegetali) e grassi che vi derivano, porta i ratti a sviluppare ansia e depressione e a subire un abbassamento del livello di BDNF e NT-3,[90] per cui la dieta deve essere variegata. Inoltre, le diete ricche di grassi saturi e zuccheri che contengono anche un additivo particolare, il glutammato monosodico (MSG) come esaltatore di sapidità, porta i ratti a sviluppare la depressione e abbassare il livelli di BDNF. Il glutammato monosodico si trova già in natura in alcuni cibi, ma si può aggiungere come additivo. Viene usato spesso negli snack e cibi ultra-processati dei fast food. Sriram, Shilpa et al. (2024) lo indicano come neurotossico[91]
- siccome lo stress, ansia, depressione e PTSD sono correlati a un'alterazione della produzione di BDNF in base agli esperimenti sui ratti,[92] una persona deve prendersi cura della propria salute psicologica se è affetto da una di queste patologie. L'ansia può essere sia un disturbo ansioso generalizzato che un'ansia situazionale e circoscritta (e.g., ansia verso le lingue straniere), per cui nel caso dell'ansia va capita l'eventuale situazione specifica in cui sorge. Se il soggetto è anche affetto da sindrome da burnout, quest'ultimo può essere situazionale (e.g., burnout dello studente). Il soggetto potrebbe anche essere affetto da comportamenti procrastinatori. Alcune delle numerose soluzioni sono: colloqui con lo psicologo o amici e parenti per trovare una soluzione, attività fisica, riduzione del carico di lavoro, riposo assoluto, meditazione mindfulness, assunzione di tisane lenitive (e.g., camomilla), aromaterapia con oli essenziali (e.g., lavanda), cura della qualità del sonno e evitamento di comportamenti devianti correlati alle patologie (e.g., abuso di alcol, nicotina e altre droghe, binge eating, dipendenza da internet).
- L'inalazione in aromaterapia del Silexan, un principio attivo ricavato dall'olio essenziale di fiori di Lavandula angustifolia Miller, ha effetti antidepressivi, ansiolitici (cioè di alleviazione dell'ansia) e neurotrofici nei ratti osservati in vivo e in vitro; per la precisione, ha aumentato la crescita di neuriti e anche la sinaptogenesi nell'ippocampo dei ratti[93]
- L'olio essenziale di Syzygium aromaticum (la pianta da cui ricavano i chiodi di garofano) ha effetti antidepressivi e neurotrofici nei ratti siccome aumenta il livello di BDNF nell'ippocampo[94]
- L'inalazione in aromaterapia di olio essenziale di foglie di Litsea glaucescens K. (Lauraceae) ha effetti ansiolitici e antidepressivi che possono supportare la neurotrofia nei ratti siccome derivano dall'attivazione dei percorsi collegati al fattore BDNF. La Litsea glaucescens K. è una piccola pianta proveniente dalle foreste temperate del Messico e America centrale. Anticamente chiamata "Ehecapahtli" ("Medicina del vento") dai popoli precolombiani, era già usata nella medicina tradizionale messicana per curare le malattie del sistema nervoso centrale, tra cui la depressione secondo quanto riportato nei testi antichi. La tribù dei Mazahua usa tuttora le foglie per preparare un decotto contro la tristezza. L'effetto antidepressivo che supporta la neurotrofia deriva da due monoterpeni contenuti nelle foglie, il linalolo (usato anche nell'industria profumiera) e il β-pinene o "beta-pinene"; le foglie contengono anche eucaliptolo, anch'esso un monoterpene, limonene (usato anch'esso nell'industria profumiera), imipramina (antidepressiva), catechine e flavanoli (quercetina e rutina) implicati entrambi nella neurotrofia ma ricavabili se le foglie sono usate in infuso. Tuttavia, l'olio essenziale non ha abbassato i livelli di corticosterone nei ratti. Le foglie, in quanto aromatiche, sono usate anche come condimento.[95] Altri oli essenziali prodotti in territorio amazzonico brasiliano possiedono linalolo e hanno effetti antidepressivi che potrebbero essere collegati alla neurotrofia; tra di essi, si contano l'olio essenziale di foglie di Aniba rosaeodora (pau-rosa), Aniba parviflora (macacaporanga) e Aeollanthus suaveolens (catinga-de-mulata). La pau-rosa contiene più linalolo (88,6%) della macacaporanga (45%).[96] In generale, l'inalazione di dosi eccessive di oli essenziali può avere effetti avversi
- l'ammide gambagica (Gambogic amide) reperibile nella gommagutta ha dei potenti effetti neurotrofici e si lega specificatamente al recettore TrkA; in base alle osservazioni su cellule PC12 in vitro, stimola la neuritogenesi. La gommagutta è la resina arancione estratta dall'albero Garcinia hanburyi  e veniva già usata dalla medicina tradizionale cinese. Ha anche dei potenti effetti anti-cancro siccome induce l'apoptosi nelle cellule cancerogene[97]
- la baicalina, presente nella Scutellaria baicalensis Georgi o "Huangqin" (黄芩), è un flavonoide che ha effetti neurotrofici siccome stimola la vitalità delle cellule di Schwann, uno dei tipi di cellule gliali che circondano i neuroni. L'espresssione dei fattori GDNF, BDNF e CNTF è aumentata. La scoperta è stata effettuata su cellule di ratto RSC96 SC in vitro. Le cellule di Schwann sono anche il tipo di cellula gliale più diffuso nel sistema nervoso periferico, cioè quello composto dai nervi (per cui si distingue dal sistema nervoso centrale, composto da encefalo e midollo osseo). Quando avvengono danni ai nervi, dunque al sistema nervoso periferico, queste cellule proliferano. Inoltre, la baicalina ha anche effetti neuritogenici e protettivi nei ratti colpiti da ischemia cerebrale permanente[98]
- Svariate erbe e preparati usati dalla medicina tradizionale nel mondo (e.g., ayurvedica in India) possono avere effetti neurotrofici e neurogenici (e.g., la bacopa monnieri è usata nella medicina ayurvedica[99] ed è neurogenica secondo gli studi sui ratti)
- L'effetto Mozart, per quanto sia stato messo fortemente in discussione da una serie di studi, non avrebbe un nesso con l'aumento del quoziente intellettivo, ma avrebbe un nesso con la neurotrofia: uno studio ha dimostrato che i ratti di 60 giorni (2 mesi) che sono stati esposti alla musica di Mozart ogni giorno dopo la nascita hanno un maggiore livello di BDNF nell'ippocampo. Il brano usato è la sonata per due pianoforti K 448, riprodotta per 6 ore al giorno tra 80 e 100 decibel.[100] In uno studio su soggetti umani, gli studenti della Facoltà di Medicina dell'università di Kastamonu (Turchia) hanno ascoltato la musica di Mozart (concerto KV 448) per 30 giorni durante le lezioni e il plasma sanguigno, rispetto a quello del gruppo di controllo, ma mostrato un aumento del BDNF. Questo aumento è stato correlato a una maggiore abilità spaziale, ritenuta importante nello studio di Medicina.[101] Inoltre, la musica classica e leggera (ma non quella rock e atonale) ha effetti antidepressivi nei topi e gli abbassa il corticosterone se ascoltata per 2 ore ogni sera (21:00-23:00) per 3 settimane, per cui la musicoterapia può costituire un approccio non farmacologico alla depressione e alle sue conseguenze sul cervello. Infine, migliora la neurogenesi sul cervello dei topi.[102] Un ulteriore studio ha confermato che l'ascolto di musica lenta a 50-60 decibel per 6 ore al giorno ha aumentato i livelli di BDNF nell'ipotalamo dei ratti, ma contestualmente ha diminuito il livello di GNF sempre a livello ipotalamico[103]
- La meditazione mindfulness aumenta i livelli di BDNF, in base a una meta-analisi di studi su soggetti umani, a prescindere che si basi sull'immobilità del corpo, esercizi di visualizzazione e esercizi di respirazione o su un approccio molto diverso che include i movimenti del corpo (e.g., yoga, tai chi e qi gong). Secondo Yang et al. (2017), i livelli di BDNF sarebbero aumentati a causa dell'effetto di contrasto alle infiammazioni e radicali liberi della meditazione[104]
- Il massaggio aromaterapico a pressione moderata ha effetti neuroprotettivi oltre che neurotrofici siccome aumenta i livelli di BDNF a seguito di una sessione di massaggi aromaterapici per 40 minuti due volte a settimana per un totale di 4 settimane. Inoltre, il massaggio aromaterapico ha avuto un effetto ansiolitico, i livelli di cortisolo nella saliva dei soggetti umani sono diminuiti e il cervello mostrava un'attività maggiore di onde alfa rispetto alle onde delta a seguito di esame elettroencefalografico. L'olio per massaggi usato era un misto di olio essenziale di lavanda (Lavendula angustifolia) e geranio (Pelargonium graveolens) misti con olio di jojoba come olio vettore. Gli oli essenziali di lavanda e geranio sono già usati in aromaterapia per alleviare stress, ansia e depressione.[105] In base a un esperimento sui ratti colpiti da Alzheimer, l'inalazione di olio essenziale di Pinus halepensis (o "pino d'Aleppo") all'1% e Tetraclinis articulata (o "ginepro articolato") al 3% per 21 giorni ha effetti neuroprotettivi; in particolare, l'olio essenziale di Tetraclinis articulata aumenta l'espressione del fattore BDNF nell'ippocampo. Entrambe le piante sono conifere.[106] Un altro studio (Sadiki et al., 2019) conferma gli effetti antiossidanti dell'olio essenziale di Tetraclinis articulata (1% e 3%) fatto inalare ai ratti malati di Alzheimer una volta al giorno per 21 giorni; pertanto, tale olio essenziale potrebbe essere un potente agente farmacologico contro la demenza.[107] Un ulteriore studio (Postu et al, 2019) conferma anch'esso gli effetti neuroprotettivi sui ratti dell'olio essenziale di Tetraclinis articulata.[108] Uno studio identico ha mostrato un riscontro positivo anche riguardo all'olio essenziale di Origanum majorana (o "origano maggiorana");[109] un ulteriore studio ha mostrato anche i suoi effetti antidepressivi.[110] Anche l'olio volative della segatura di Cryptomeria japonica (o "cedro giapponese" o "sequoia giapponese") ha effetti antinfiammatori e potrebbe anche avere effetti neuroprotettivi in base alla sua composizione;[111] un altro studio in vitro e in silico (cioè attraverso l'uso del computer) evidenzia anche effetti antiossidanti e di contrasto della colinesterasi (anti-colinesterasi) di quest'olio essenziale,[112] mentre un altro studio ancora postula effetti anti-colinesterasi e neuroprotettivi dell'olio essenziale di scorza di cannella (varietà Cinnamomum verum) per la presenza di un enzima, la beta-secretasi 1 (BACE1).[113] Gli oli essenziali hanno la capacità di attraversare la barriera emato-encefalica.
- l'acido acetilsalicilico (aspirina) aumenta il livello di fattore neurotrofico ciliare (CNTF) negli astrociti, in base alle osservazioni sui ratti, e può aumentare la mielinizzazione nei pazienti affetti da sclerosi multipla.[114] Siccome l'aspirina è un farmaco, oltre ad avere controindicazioni, può reagire negativamente con altre sostanze ingerite o essere potenziata da altri alimenti che contengono salicilicati (e.g., cannella) o che sono antiaggreganti piastrinici
- L'acido ellagico consumato per 12 settimane da parte di soggetti obesi ha mostrato un aumento del fattore BDNF; non è stato registrato nessun aumento nei soggetti normopeso.[2] L'acido ellagico in natura si trova nel melograno, mela, frutti di bosco e in dei tipi di frutta secca
- la ketamina, un recettore utilizzabile come antidepressivo, aumenta i livelli di BDNF in base all'osservazione del plasma sanguigno di un gruppo di soggetti sani; il BDNF porterebbe a una maggiore plasticità sinaptica nella corteccia prefrontale.[115] La ketamina, oltre a essere un farmaco anestetico, è anche una droga che ha effetti allucinogeni e dissociativi se presa in quantità maggiore di quelle per cui ha effetti antidepressivi e neurotrofici; la ketamina, quando è usata come droga, è illegale e può provocare dipendenza

### Sport e neurotrofia
L'attività fisica riduce le conseguenze di danni neurali a seguito di lesioni e malattie, per cui favorisce il recupero neurocognitivo. Infatti, lo sport migliora la plasticità sinaptica, riduce lo stress ossidativo, mantiene la struttura sinaptica, l'allungamento assonale e promuove la neurogenesi. Gli effetti dello sport sono visibili sia nel cervello che nella spina dorsale. Lo sport inoltre migliora i processi di apprendimento e la memoria, contrasta il declino mentale correlato all'età e previene malattie psichiatriche. Lo sport inoltre porta i muscoli in movimento a produrre irisina, un polipeptide che in base agli esperimenti sui ratti ha effetti anti-neuroinfiammatori, antiossidanti e anti-apoptotici e protegge l'integrità della barriera emato-encefalica; gli esperimenti sui ratti affetti da Alzheimer, Parkinson, lesione cerebrale, emorragia intracerebrale, ischemia cerebrale, encefalopatia derivata da sepsi e diabete mellito (che può provocare danni neurologici) hanno mostrato miglioramenti nei ratti. Gli effetti positivi dell'irisina deriverebbero tutti dall'aumento del livello di BDNF che essa provoca, ma il suo meccanismo d'azione non è chiaro.
In base a uno studio sui ratti, correre lentamente in salita per 90 minuti aumenta i livelli di BDNF nel nella corteccia e ippocampo, oltre ai livelli di lattato. Di contro, la corsa lenta su terreno pianeggiante non ha provocato questi effetti; inoltre, la corsa su terreno pianeggiante non coinvolge i muscoli a contrazione rapida, per cui i risultati sarebbero correlati alla diversa attivazione muscolare e alla produzione o meno di lattato da parte dei muscoli. Un altro studio ha trovato nella sirtuina1 deacetilasi il nesso tra la produzione di lattato e l'aumento dei livelli di BDNF nell'ippocampo, in base a quanto osservato su dei maschi di ratto; il lattato ha inoltre la capacità di attraversare la barriera emato-encefalica.
La corsa in salita tipicamente prevede anche una parte in discesa: anche la corsa in discesa ha effetti neurotrofici, in base a quanto osservato sui ratti messi a correre su un tapis roulant per 8 settimane (5 giorni a settimana). Pertanto, correre in una fase in discesa non implica una perdita a livello neurotrofico.
La corsa pianeggiante a velocità moderata ha aumentato i livelli di BDNF nei ratti affetti da diabete mellito di tipo II (T2DM) che sono stati fatti correre su un tapis roulant per 8 settimane; inoltre, la loro neuroinfiammazione nell'ippocampo è diminuita. Sia i livelli di BDNF che la risposta infiammatoria sono stati regolati dalla sirtuina1 (SIRT1). La sirtuina1 prodotta durante l'esercizio fisico, sempre in base a osservazioni sui ratti, ha effetti anche antidepressivi; lo sport promuove anche la neurogenesi e dunque l'aumento di volume ippocampale.
In base a uno studio svolto su soggetti umani affetti da sclerosi multipla (SM), l'allenamento di resistenza ha un effetto positivo anche senza l'assunzione prima dell'allenamento di coenzima Q10 (CoQ10). L'allenamento è durato 3 settimane. Non è tuttavia chiaro se aumentino i livelli di neurotrofine: vari studi simili sono contraddittori tra loro probabilmente a causa del tipo di campione preso in esame o a causa della durata dell'allenamento. Un esempio di studio che collega l'allenamento di resistenza a intensità moderata e l'aumento di BDNF (oltre alla diminuzione di resistenza all'insulina) è Zoladz, Pilc et al. (2008). L'allenamento di resistenza ha la caratteristica di aumentare la spinta neurale (neural drive) e la plasticità neurale, oltre al generico effetto di fare produrre al cervello le endorfine (gli ormoni del benessere); inoltre, il rinforzo dei muscoli della parte inferiore del corpo porta a un miglioramento del bilanciamento nei pazienti affetti da SM siccome sono a rischio caduta.
In base a un altro studio sui ratti, lo sport praticato a seguito di un danno alla spina dorsale ha permesso loro di recuperare le capacità di movimento/locomozione e di attenuare la riduzione di marcatori di plasticità sinaptica sotto il sito in cui era presente il danno. La ricerca scientifica non chiarisce tuttavia il momento esatto in cui iniziare a fare sport a seguito di una lesione cerebrale o spinale per beneficiare del recupero neurocognitivo.
Un altro studio sui ratti affetti da Alzheimer ha mostrato come un pre-trattamento a base di coenzima Q10 seguito da sessioni di allentamento ad alta intensità (HIIT) aumenta i livelli di BDNF nell'ippocampo e previene la formazione di placche amiloidi dopo 8 settimane. Il CoQ10 da solo ha già effetti analoghi, ma la combinazione di CoQ10 e HIIT offre un vantaggio in più. Un altro studio ha confermato questa osservazione, aggiungendo che la combinazione di CoQ10 e HIIT inoltre diminuisce lo stress ossidativo correlato all'Alzheimer.
A margine, anche la danza e le arti marziali aumentano i livelli di BDNF e irisina nei soggetti umani in quanto entrambi si basano sul movimento del corpo.

### La combinazione di sport e dieta
Una combinazione molto potente per la neurotrofia e neurogenesi è la combinazione di dieta e sport, per cui queste due soluzioni vengono unite invece di essere selettivi; in particolare, gli effetti si notano sui livelli di fattore BDNF. Lo sport, se praticato insieme a una dieta insalubre, sarebbe una forma di terapia adiuvante per bilanciare gli effetti nocivi della dieta: in base agli esperimenti sui ratti, lo sport contrasta la diminuzione del livello di BDNF nell'ippocampo nonostante la loro dieta sia ricca di acidi grassi saturi e glucidi. Inoltre, contrasta anche la diminuzione della plasticità sinaptica e le funzioni cognitive. Di contro, combinare sport e dieta insieme aumenta gli effetti benefici sulla riparazione cerebrale in comparazione al seguire una sola delle due soluzioni, per cui sono disaccoppiate. Il particolare, lo sport aumenta gli effetti benefici degli acidi grassi Omega-3 animali sulla plasticità sinaptica e cognizione, per cui si nota una sinergia tra gli effetti dello sport e gli effetti di una dieta salutista.
L'assenza di sport unito a una dietra ricca di cibo spazzatura (e dunque di grassi in eccesso e insalubri, zuccheri aggiunti e carboidrati raffinati) porta all'obesità, cioè a un eccesso di massa grassa. L'incremento dell'industrializzazione e del ritmo di vita nella società occidentale è dunque una sfida sul cervello, perché le cause dell'obesità ostacolano la neurotrofia e la neurogenesi e possono portare più facilmente al decadimento cognitivo e altre malattie cardiocircolatorie, oncologiche e psichiatriche (e.g., diabete di tipo II, cancro al colon, depressione e ansia). I livelli di attività fisica sono calati in modo proporzionale al livello di modernizzazione della società occidentale; in particolare, gli effetti più drammatici della sedentarietà sono visibili negli Stati Uniti, in cui l'obesità colpisce una fetta sostanziosa della popolazione e contribuisce a diminuirne la qualità della vita. In particolare, la piramide alimentare basata sul consumo di vegetali, farinacei integrali, frutta, pesce grasso (contenente Omega-3) e carne magra è stata sostituita da una piramide alimentare basata su fritture, carboidrati raffinati, zuccheri aggiunti, carni grasse a cui si affianca il consumo abituale di alcol e nicotina. La ricerca scientifica suggerisce dunque di accoppiare sport e dieta per uno stile di vita che aumenta la qualità e durata della vita e mantiene le funzioni cerebrali e abilità cognitive.